# Стрельба в Капитолии США (1954)
Стрельба в Капитолии США — инцидент, совершённый в здании Капитолия в Вашингтоне, округ Колумбия 1 марта 1954 года четырьмя пуэрториканцами-националистами. 

## Атака
Четверо пуэрто-риканских националистов Лолита Леброн, Рафаэль Кансель Миранда, Андрес Фигероа Кордеро и Ирвин Флорес Родригес развернули пуэрторианский флаг и произвели тридцать выстрелов из полуавтоматических пистолетов из Дамской галереи зала Палаты представителей в Капитолии США. В этот момент представители 83-го Конгресса обсуждали законопроект об иммиграции. Стрелявшие были сторонниками независимости Пуэрто-Рико от Соединённых Штатов. В результате нападения были ранены 5 конгрессменов:
- Бентли, Элвин Морелл[англ.] (штат Мичиган)
- Клиффорд Дэвис (штат Теннесси)
- Бен Ф. Дженсен[англ.] (штат Айова)
- Джордж Хайд Фаллон[англ.] (штат Мэриленд)
- А. Робертс, Кеннет[англ.] (штат Алабама)

Все нападавшие были арестованы на месте преступления.

## Последствия
Лолита Леброн, Рафаэль Кансель Миранда, Андрес Фигероа Кордеро и Ирвин Флорес были признаны виновными в покушении на убийство и других преступлениях приговорены к разным срокам заключения. В 1978 году президентом Картером их приговоры были смягчены, позже все четверо вернулись в Пуэрто-Рико.